# Коту (Долж)
Коту (рум. Cotu) — село у повіті Долж в Румунії. Входить до складу комуни Бряста.
Село розташоване на відстані 190 км на захід від Бухареста, 9 км на захід від Крайови.

## Населення
За даними перепису населення 2002 року у селі проживали 216 осіб, усі — румуни. Усі жителі села рідною мовою назвали румунську.